# 法国AEROTECH
法国 AEROTECH由5个位于图卢兹地区的法国最著名的工程师学校飞机组成 · ：
- 国立民用航空学院（École Nationale de l'Aviation Civile）；
- 法国国立高等工程技术学校（Arts et Métiers ParisTech）；
- 国立波尔多高等电子、计算机信息与无线电通信学院（École nationale supérieure d’électronique, informatique, télécommunications, mathématiques et mécanique de Bordeaux）；
- 里昂中央理工学院（École Centrale de Lyon）；
- 南特中央理工学院（École Centrale de Nantes）[3]。